# Eero Rautiola
Eero Ilmari Rautiola (* 16. November 1921 in Kemi; † 2. August 2010) war ein finnischer Skilangläufer.
Rautiola, der für den Karihaaran Karu startete, nahm an den Olympischen Winterspielen 1948 in St. Moritz teil. Dabei errang er den 12. Platz über 18 km. Im selben Jahr wurde er finnischer Meister über 15 km. Im Jahr 1950 lief er bei den Lahti Ski Games auf den vierten Platz über 50 km.